# Єнагоа
Єнагоа (Yenagoa) — район місцевого управління та місто в штаті Баєлса, Нігерія.
Площа — 706 км², населення — 266 008 чол. згідно з переписом населення 2006 р.
Єнагоа — традиційне місце проживання народу Іджо, що становить етнічну більшість Баєлси.
Після присвоєння місту статусу столиці штату в 1996 р., прискорилися темпи будівництва та інших галузей діяльності. В Єнагоа базується футбольний клуб Прем'єр-ліги Нігерії Баєлса Юнайтед.

## Клімат
Місто знаходиться у зоні, котра характеризується мусонним кліматом. Найтепліший місяць — лютий із середньою температурою 27.7 °C (81.9 °F). Найхолодніший місяць — липень, із середньою температурою 24.9 °С (76.8 °F).
| Клімат Єнагоа           | Клімат Єнагоа | Клімат Єнагоа | Клімат Єнагоа | Клімат Єнагоа | Клімат Єнагоа | Клімат Єнагоа | Клімат Єнагоа | Клімат Єнагоа | Клімат Єнагоа | Клімат Єнагоа | Клімат Єнагоа | Клімат Єнагоа | Клімат Єнагоа |
| Показник                | Січ.          | Лют.          | Бер.          | Квіт.         | Трав.         | Черв.         | Лип.          | Серп.         | Вер.          | Жовт.         | Лист.         | Груд.         | Рік           |
| Середня температура, °C | 26,5          | 27,7          | 27,6          | 27,2          | 26,6          | 25,7          | 24,9          | 24,9          | 25,2          | 25,7          | 26,4          | 26,3          | 26,2          |
| Норма опадів, мм        | 34            | 64.6          | 137.4         | 192.2         | 253.3         | 303.3         | 383.1         | 324.2         | 391           | 300           | 98.8          | 33.5          | 2515.4        |
| Днів з опадами          | 2,8           | 4,7           | 8,7           | 11,5          | 14,2          | 16,4          | 18            | 17,6          | 19,1          | 15            | 6,6           | 3             | 137,6         |
| Вологість повітря, %    | 77.7          | 78.4          | 80.6          | 82.7          | 84.6          | 85.6          | 86.3          | 86.2          | 86            | 86.3          | 85            | 80.3          | 83.3          |
| ----------------------- | ------------- | ------------- | ------------- | ------------- | ------------- | ------------- | ------------- | ------------- | ------------- | ------------- | ------------- | ------------- | ------------- |
| Джерело: Weatherbase    |               |               |               |               |               |               |               |               |               |               |               |               |               |